# Say You're Just a Friend
Say You're Just a Friend is de derde single van de Amerikaanse zanger Austin Mahone. Ook in het nummer te horen is de rapper Flo Rida. De schrijvers zijn Leon Huff, Kenny Gamble, Tramar Dillard, Justin Franks, Nick Bailey, Mike Freesh, Trent Mazur, Ryan Ogren en Ahmad Belvin. Het nummer is niet in Nederland en België uitgebracht.

## Tracklist
1. Say You're Just a Friend (met Flo Rida) - 3:02